# St. Petrus (Felchta)

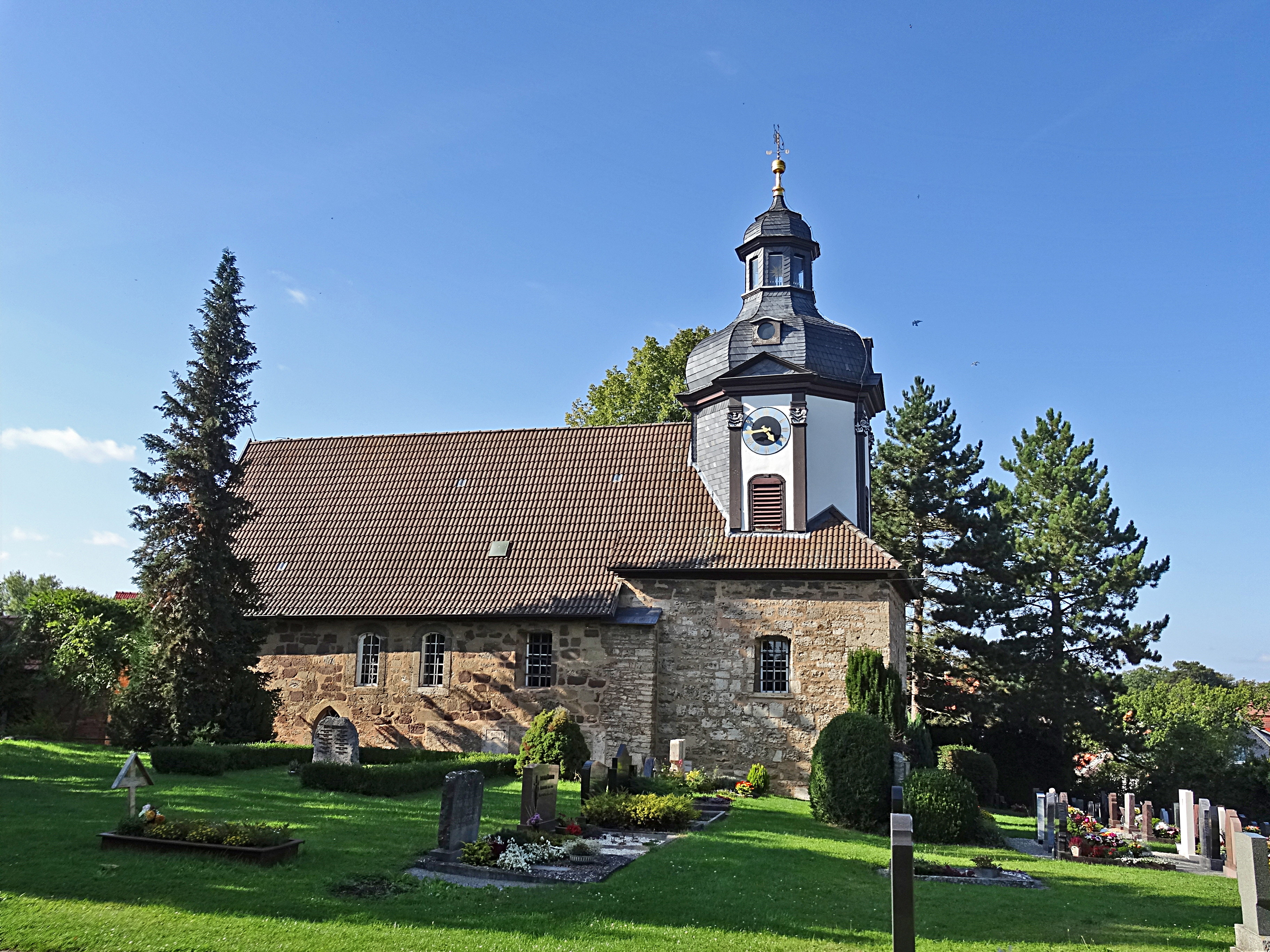
St. Petrus

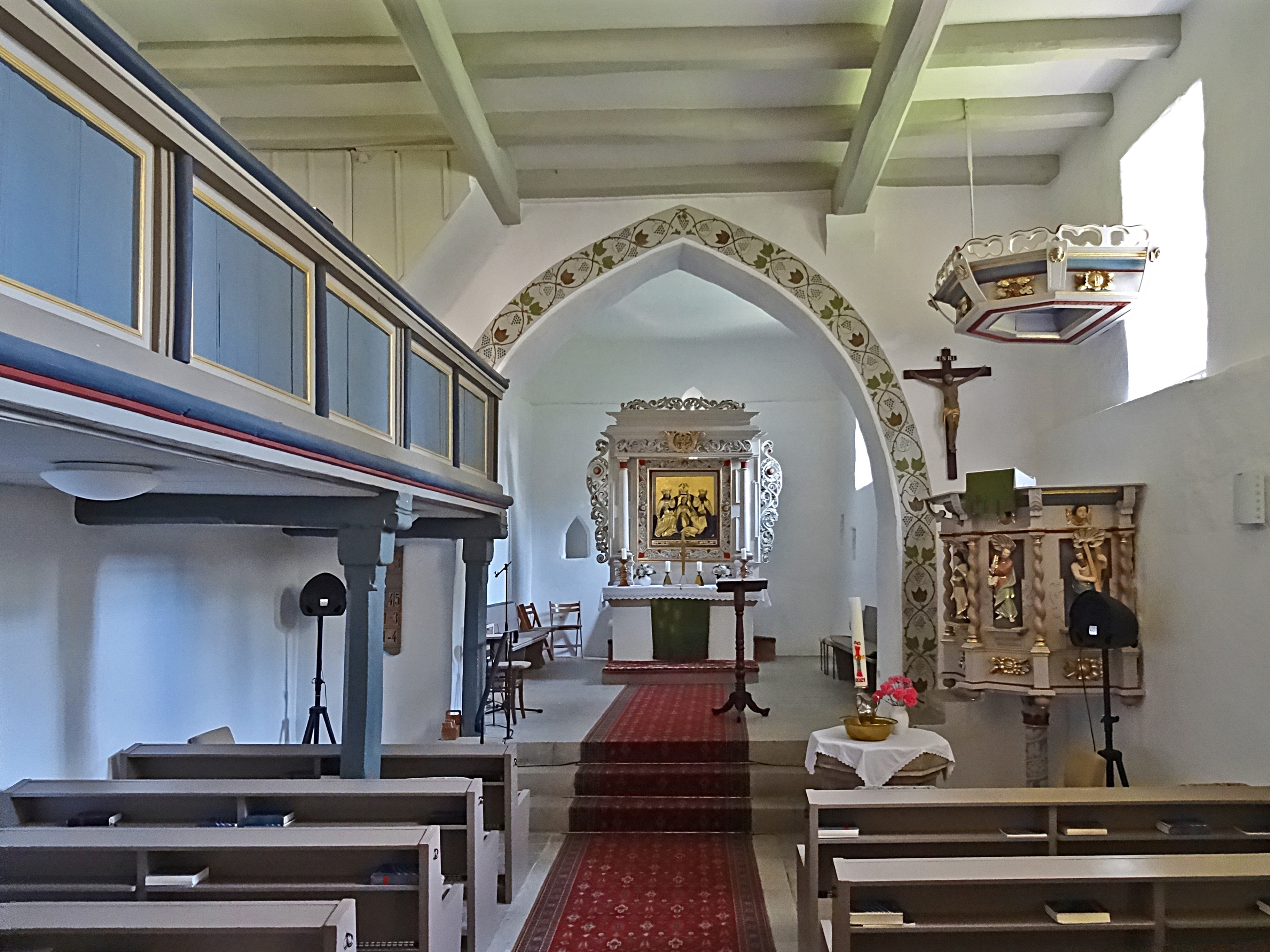
Innenansicht

Die evangelische Kirche St. Petrus steht in Felchta, einem Stadtteil der thüringischen Kreisstadt Mühlhausen im Unstrut-Hainich-Kreis.

## Beschreibung

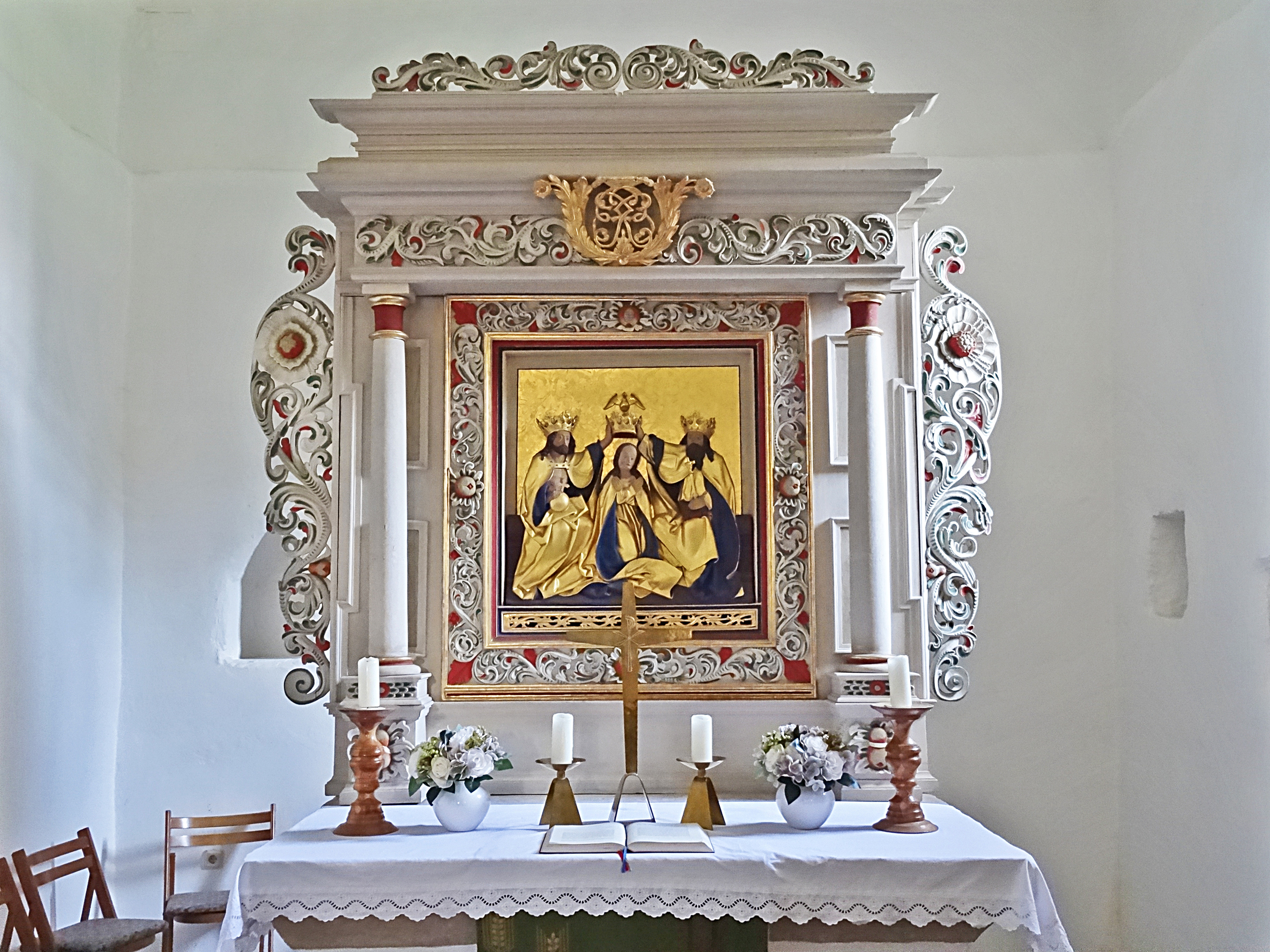
Altarrelief Maria Krönung

Die Pfarrkirche ist im Kern eine um 1400 erbaute gotische Dorfkirche aus Bruchsteinen mit Chorturm im Osten. Der erste Umbau der Kirche ist 1576, eine Erweiterung nach Westen und der Einbau einer Empore für 1692 datiert.
Der gotische Kirchturm wurde vermutlich an Stelle eines romanischen Vorgängers errichtet. In seinem Glockenstuhl hängen eine Zuckerhutglocke aus dem frühen 13. Jahrhundert und eine 1928 von Christian Störmer in Erfurt gegossene Glocke. 1746 erhielt der Turm eine Aufstockung mit korinthischen Pilastern, die mit einer Welschen Haube bekrönt wurde. Weitere Umbauten erfolgten 1838, 1965–68 und 1993, als der Turm renoviert wurde.
1995 wurde eine Vorhalle mit Treppenhaus angebaut. 1997 folgte die Innen- und Außensanierung. 2006 wurde der Turm neu gestrichen, 2008 die Turmuhr erneuert. Zuletzt wurden 2014 und 2015 die Süd-, die Nord- und die Ostfassade restauriert.
Die Orgel mit 8 Registern auf

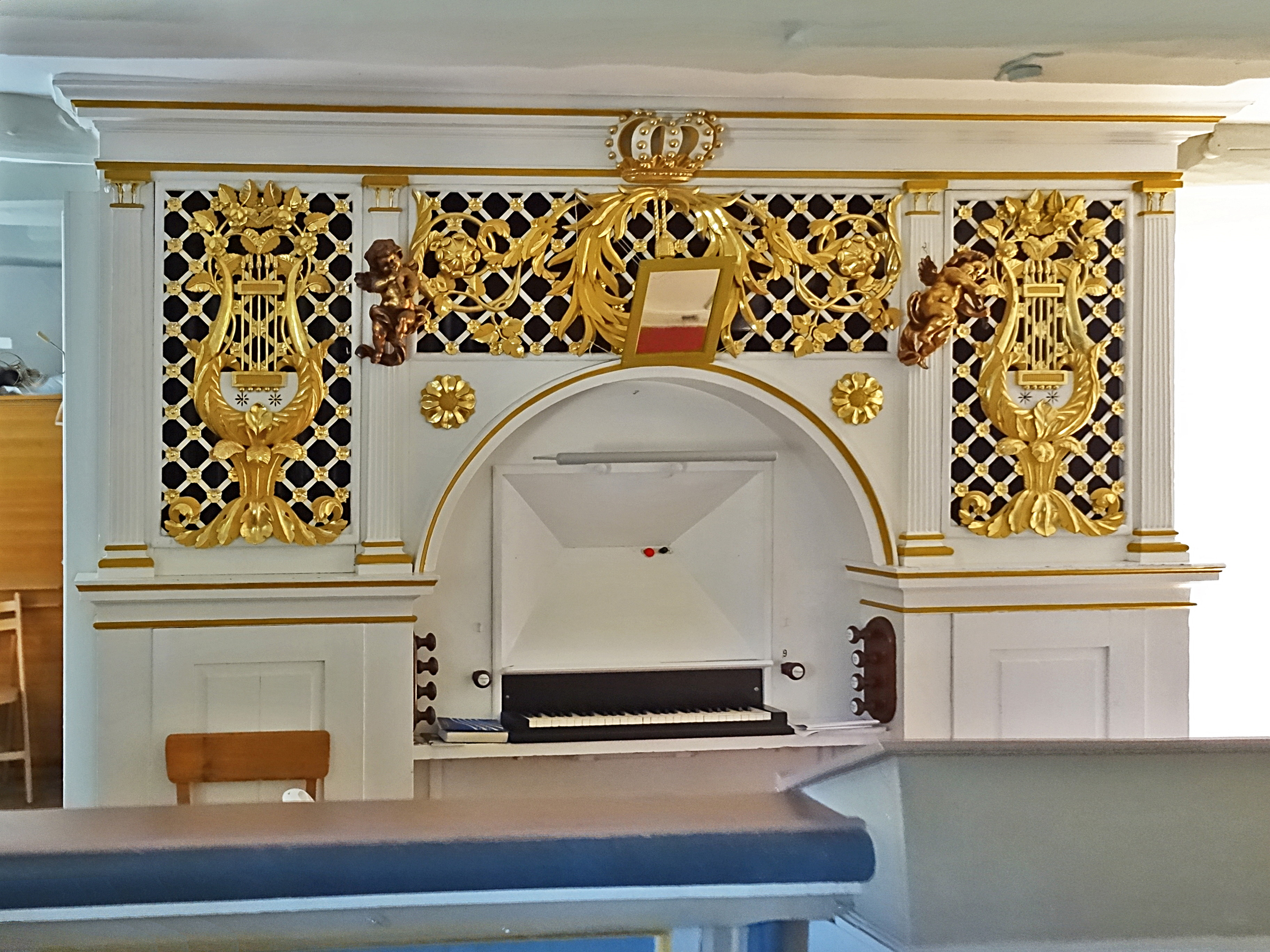
Die Schulze-Orgel

einem Manual und Pedal steht auf der Empore. Sie stammt von 1838 aus der Orgelbauerwerkstatt Johann Friedrich Schulze und gilt als kulturhistorisch wertvoll. Eine Instandsetzung erfolgte 2015 in der Werkstatt für Orgelbau Karl Brode in Heiligenstadt.
Das Kirchenschiff hat eine Holzbalkendecke mit zwei Unterzügen in Längsrichtung. Der Chor ist 3 Stufen höher als das Kirchenschiff und flachgedeckt. Er ist durch einen spitzbogigen Chorbogen vom Kirchenschiff getrennt.
Der barocke Altar mit einer geschnitzten Darstellung der Krönung Mariens stammt aus einem ehemaligen Flügelaltar aus dem 16. Jahrhundert. Umrahmt ist er von geschnitztem Rankenwerk.
Die Kanzel mit Säulenfuß entstand 1686, ebenso der Schalldeckel.
Das Taufbecken ist ein Werk aus dem 16. Jahrhundert.
Auf dem Kirchhof liegen Grabsteine aus dem 17. und 18. Jahrhundert.